# Blackburn (Oklahoma)
Blackburn es un pueblo ubicado en el condado de Pawnee en el estado estadounidense de Oklahoma. En el año 2010 tenía una población de 108 habitantes y una densidad poblacional de 135 personas por km².

## Geografía
Blackburn se encuentra ubicado en las coordenadas 36°22′18″N 96°35′47″O / 36.37167, -96.59639 (36.371655, -96.596497).

## Demografía
Según la Oficina del Censo en 2000 los ingresos medios por hogar en la localidad eran de $12,000 y los ingresos medios por familia eran $30,625. Los hombres tenían unos ingresos medios de $28,750 frente a los $5,000 para las mujeres. La renta per cápita para la localidad era de $8,668. Alrededor del 34.7% de la población estaban por debajo del umbral de pobreza.